# Paris-Nisa 2016
Cursa Paris-Nisa 2016 a fost a 74-a ediție a Cursei Paris-Nisa care se va desfășura în perioada 6-13 martie 2016 și este a doua probă în Circuitul mondial UCI 2016. 

## Traseu
Ediția 2016 a cursei Paris-Nisa începe cu un prolog de contratimp individual suburbia Conflans-Sainte-Honorine, situată la 24,2 km (15,0 mi) de centrul Parisului, duminică, 6 martie 2016. Prima etapă spre Vendôme include două trasee dirt track în ultimul tur, în apropierea orașului. Următoarele trei etape se desfășoară de-a lungul și în Masivul Central pe teren de la plat la deluros.  Etapa a cincea va ajunge în Provence cu o urcare până la Chalet Reynard la jumătatea drumului și finalul la Salon-de-Provence, aproape de coasta Mării MEditerane. Chalet Reynard, la o altitudine de 1440 m pe pantele joase ale Mont Ventoux, este cel mai înalt punct al cursei si ar putea fi acoperit în zăpadă la începutul lunii martie.
Cursa se transferă apoi la Nisa pentru ultimele etape decizive. Etapa a șasea începe în Nisa și se încheie în vârful Madone d'Utelle, cu o înclinare medie de 5,7% în 15 km. Etapa a șaptea și ultima are loc pe data de 13 martie, pe un teren deluros în buclă, în jurul orașului Nisa, cu Col d'Èze ca ultimă cățărare a  ediției. Cursa se termina pe celebra Promenade des Anglais din Nisa, pe Coasta de Azur.
Programul etapelor :
| Etapa  | Dată   | Start – Sosire                                      | type               | Distanță (km) | Câștigător                | Liderul global   |
| ------ | ------ | --------------------------------------------------- | ------------------ | ------------- | ------------------------- | ---------------- |
| Prolog | 6 mar  | Conflans-Sainte-Honorine – Conflans-Sainte-Honorine | prolog             | 6,1           | Michael Matthews          | Michael Matthews |
| 1      | 7 mar  | Condé-sur-Vesgre – Vendôme                          | etapă de plat      | 198           | Arnaud Démare             | Michael Matthews |
| 2      | 8 mar  | Contres – Commentry                                 | etapă de plat      | 213,5         | Michael Matthews          | Michael Matthews |
| 3      | 9 mar  | Cusset – Mont Brouilly                              | etapă valonată     | 168           | cancellation of the stage | Michael Matthews |
| 4      | 10 mar | Juliénas – Romans-sur-Isère                         | etapă de plat      | 195,5         | Nacer Bouhanni            | Michael Matthews |
| 5      | 11 mar | Saint-Paul-Trois-Châteaux – Salon-de-Provence       | etapă intermediară | 198           | Alexei Luțenko            | Michael Matthews |
| 6      | 12 mar | Nisa – Sanctuaire de la Madone d'Utelle             | etapă de munte     | 177           | Ilnur Zakarin             | Geraint Thomas   |
| 7      | 13 mar | Nisa – Nisa                                         | etapă intermediară | 134           | Tim Wellens               | Geraint Thomas   |

## Echipe participante
Cum Paris-Nisa este un eveniment din cadrul Circuitului mondial UCI 2016, toate cele 18 echipe UCI au fost invitate automat și obligate să aibă o echipe în cursă. Patru echipe profesioniste continentale au primit wildcard. 

### Echipe UCI World
| - Ag2r-La Mondiale - Astana - BMC Racing Team - Etixx-Quick Step - FDJ - IAM Cycling - Lampre-Merida - Lotto Soudal - Movistar Team | - Orica-GreenEDGE - Cannondale-Garmin - Giant-Alpecin - Team Katusha - LottoNL–Jumbo - Dimension Data - Team Sky - Tinkoff-Saxo - Trek-Segafredo |  |

### Echipe continentale profesioniste UCI
| - Cofidis - Direct Énergie | - Delko–Marseille Provence KTM - Fortuneo–Vital Concept |  |

## Etape

### Prolog
6 martie - Conflans-Sainte-Honorine
| Loc | Concurent        | Echipă          | Timp  |
| --- | ---------------- | --------------- | ----- |
| 1   | Michael Matthews | Orica–GreenEDGE | 7'39" |
| 2   | Tom Dumoulin     | Giant–Alpecin   | +1"   |
| 3   | Patrick Bevin    | Cannondale      | +2"   |
| 4   | José Herrada     | Movistar Team   | +6"   |
| 5   | Jon Izagirre     | Movistar Team   | +6"   |
| 6   | Lieuwe Westra    | Astana          | +7"   |
| 7   | Geraint Thomas   | Team Sky        | +7"   |
| 8   | Dries Devenyns   | IAM Cycling     | +8"   |
| 9   | Sylvain Chavanel | Direct Énergie  | +9"   |
| 10  | Jérôme Coppel    | IAM Cycling     | +9"   |

### Etapa 1
7 martie - Condé-sur-Vesgre - Vendôme, 198km
| Loc | Concurent           | Echipă           | Timp     |
| --- | ------------------- | ---------------- | -------- |
| 1   | Arnaud Démare       | FDJ              | 4h29'53" |
| 2   | Ben Swift           | Team Sky         | +0"      |
| 3   | Nacer Bouhanni      | Cofidis          | +0"      |
| 4   | Adrien Petit        | Direct Énergie   | +0"      |
| 5   | Michael Matthews    | Orica–GreenEDGE  | +0"      |
| 6   | Tom Boonen          | Etixx-Quick Step | +0"      |
| 7   | Sep Vanmarcke       | LottoNL–Jumbo    | +0"      |
| 8   | Simon Geschke       | Giant–Alpecin    | +0"      |
| 9   | Jonas Van Genechten | IAM Cycling      | +0"      |
| 10  | Geraint Thomas      | Team Sky         | +0"      |

| Loc | Concurent        | Echipă          | Timp     |
| --- | ---------------- | --------------- | -------- |
| 1   | Michael Matthews | Orica–GreenEDGE | 4h37'30" |
| 2   | Tom Dumoulin     | Giant–Alpecin   | +3"      |
| 3   | Patrick Bevin    | Cannondale      | +4"      |
| 4   | Jon Izagirre     | Movistar Team   | +8"      |
| 5   | Geraint Thomas   | Team Sky        | +8"      |
| 6   | Lieuwe Westra    | Astana          | +9"      |
| 7   | Dries Devenyns   | IAM Cycling     | +10"     |
| 8   | Richie Porte     | IAM Cycling     | +12"     |
| 9   | Arnaud Démare    | FDJ             | +14"     |
| 10  | Wilco Kelderman  | LottoNL–Jumbo   | +15"     |

### Etapa a 2-a
8 martie - Contres, Loir-et-Cher - Commentry, 214km
| Loc | Concurent           | Echipă            | Timp     |
| --- | ------------------- | ----------------- | -------- |
| 1   | Michael Matthews    | Orica-GreenEDGE   | 5h04'26" |
| 2   | Niccolo Bonifazio   | Trek-Segafredo    | +0"      |
| 3   | Nacer Bouhanni      | Cofidis           | +0"      |
| 4   | Alexander Kristoff  | Team Katusha      | +1"      |
| 5   | Arnaud Demarre      | FDJ               | +1"      |
| 6   | Ben Swift           | Team Sky          | +1"      |
| 7   | André Greipel       | Lotto Soudal      | +1"      |
| 8   | Wouter Wippert      | Cannondale-Garmin | +1"      |
| 9   | Adrien Petit        | Direct Énergie    | +1"      |
| 10  | Jonas Van Genechten | IAM CYCLING       | +1"      |

| Loc | Concurent        | Echipă            | Timp     |
| --- | ---------------- | ----------------- | -------- |
| 1   | Michael Matthews | Orica–GreenEDGE   | 9h41'46" |
| 2   | Tom Dumoulin     | Giant–Alpecin     | +14"     |
| 3   | Patrick Bevin    | Cannondale-Garmin | +19"     |
| 4   | Jon Izagirre     | Movistar Team     | +19"     |
| 5   | Geraint Thomas   | Team Sky          | +19"     |
| 6   | Lieuwe Westra    | Astana            | +24"     |
| 7   | Dries Devenyns   | IAM Cycling       | +25"     |
| 8   | Arnaud Démare    | FDJ               | +25"     |
| 9   | Rafal Majka      | Tinkoff-Saxo      | +27"     |
| 10  | Richie Porte     | BMC Racing Team   | +27"     |

### Etapa a 3-a
Etapa a 3-a a fost anulată din cauza zăpezii. Organizatorii au neutralizat cursa când mai erau 70 de kilometri, dar în cele din urmă, au anulat cursa.Timpii nu au fost luați în considerare, dar punctele acordate la primul sprint intermediar și la cățărările din primii 93 de kilometri au fost menținute în clasament.

### Etapa a 4-a
10 martie - Juliénas - Romans-sur-Isère, 193,5km
| Loc | Concurent          | Echipă           | Timp     |
| --- | ------------------ | ---------------- | -------- |
| 1   | Nacer Bouhanni     | Cofidis          | 4h42'29" |
| 2   | Edward Theuns      | Trek-Segafredo   | +0"      |
| 3   | André Greipel      | Lotto Soudal     | +0"      |
| 4   | Alexander Kristoff | Team Katusha     | +0"      |
| 5   | Michael Matthews   | Orica-GreenEDGE  | +0"      |
| 6   | Ben Swift          | Team Sky         | +0"      |
| 7   | Nikolas Maes       | Etixx-Quick Step | +0"      |
| 8   | Tony Gallopin      | Lotto Soudal     | +0"      |
| 9   | Youcef Reguigui    | Dimension Data   | +0"      |
| 10  | Roy Curvers        | Giant-Alpecin    | +1"      |

| Loc | Concurent        | Echipă            | Timp      |
| --- | ---------------- | ----------------- | --------- |
| 1   | Michael Matthews | Orica–GreenEDGE   | 14h24'15" |
| 2   | Tom Dumoulin     | Giant–Alpecin     | +14"      |
| 3   | Patrick Bevin    | Cannondale-Garmin | +19"      |
| 4   | Jon Izagirre     | Movistar Team     | +19"      |
| 5   | Geraint Thomas   | Team Sky          | +19"      |
| 6   | Lieuwe Westra    | Astana            | +24"      |
| 7   | Dries Devenyns   | IAM Cycling       | +25"      |
| 8   | Rafal Majka      | Tinkoff-Saxo      | +25"      |
| 9   | Richie Porte     | BMC Racing Team   | +27"      |
| 10  | Tim Wellens      | Lotto Soudal      | +28"      |

### Etapa a 5-a
11 martie - Saint-Paul-Trois-Châteaux - Salon-de-Provence, 198km
| Loc | Concurent          | Echipă                       | Timp     |
| --- | ------------------ | ---------------------------- | -------- |
| 1   | Alexei Lutsenko    | Astana                       | 5h00'26" |
| 2   | Alexander Kristoff | Team Katusha                 | +21"     |
| 3   | Michael Matthews   | Orica-GreenEDGE              | +21"     |
| 4   | Davide Cimolai     | Lampre-Merida                | +21"     |
| 5   | Sep Vanmarcke      | LottoNL–Jumbo                | +21"     |
| 6   | Pieter Serry       | Etixx-Quick Step             | +21"     |
| 7   | Vicente Reynes     | IAM Cycling                  | +21"     |
| 8   | Leonardo Duque     | Delko–Marseille Provence KTM | +21"     |
| 9   | Oliver Naesen      | IAM Cycling                  | +21"     |
| 10  | Arnold Jeannesson  | Cofidis                      | +1"      |

| Loc | Concurent        | Echipă            | Timp      |
| --- | ---------------- | ----------------- | --------- |
| 1   | Michael Matthews | Orica–GreenEDGE   | 19h24'58" |
| 2   | Alexei Lutsenko  | Astana            | +6"       |
| 3   | Tom Dumoulin     | Giant–Alpecin     | +18"      |
| 4   | Patrick Bevin    | Cannondale-Garmin | +23"      |
| 5   | Jon Izagirre     | Movistar Team     | +23"      |
| 6   | Geraint Thomas   | Team Sky          | +23"      |
| 7   | Lieuwe Westra    | Astana            | +28"      |
| 8   | Dries Devenyns   | IAM Cycling       | +29"      |
| 9   | Rafal Majka      | Tinkoff-Saxo      | +31"      |
| 10  | Richie Porte     | BMC Racing Team   | +31"      |

### Etapa a 6-a
12 martie - Nisa - Utelle, 177km
| Loc | Concurent                  | Echipă           | Timp     |
| --- | -------------------------- | ---------------- | -------- |
| 1   | Ilnur Zakarin              | Team Katusha     | 4h45'11" |
| 2   | Geraint Thomas             | Team Sky         | +0"      |
| 3   | Alberto Contador           | Tinkoff-Saxo     | +1"      |
| 4   | Richie Porte               | BMC Racing Team  | +7"      |
| 5   | Sergio Luis Henao          | Team Sky         | +10"     |
| 6   | Simon Yates                | Orica-GreenEDGE  | +20"     |
| 7   | Rui Alberto Faria Da Costa | Lampre-Merida    | +31"     |
| 8   | Romain Bardet              | Ag2r-La Mondiale | +31"     |
| 9   | Jon Izaguirre              | Movistar Team    | +31"     |
| 10  | Tony Gallopin              | Lotto Soudal     | +31"     |

| Loc | Concurent         | Echipă           | Timp      |
| --- | ----------------- | ---------------- | --------- |
| 1   | Geraint Thomas    | Team Sky         | 24h10'26" |
| 2   | Alberto Contador  | Tinkoff-Saxo     | +15"      |
| 3   | Ilnur Zakarin     | Team Katusha     | +20"      |
| 4   | Richie Porte      | BMC Racing Team  | +21"      |
| 5   | Tom Dumoulin      | Giant–Alpecin    | +32"      |
| 6   | Jon Izagirre      | Movistar Team    | +37"      |
| 7   | Sergio Luis Henao | Team Sky         | +39"      |
| 8   | Simon Yates       | Orica-GreenEDGE  | +44"      |
| 9   | Tony Gallopin     | Lotto Soudal     | +51"      |
| 10  | Romain Bardet     | Ag2r-La Mondiale | +1'00"    |

### Etapa a 7-a
13 martie - Nisa - Nisa, 134km
| Loc | Concurent         | Echipă           | Timp     |
| --- | ----------------- | ---------------- | -------- |
| 1   | Tim Wellens       | Lotto Soudal     | 3h16'09" |
| 2   | Alberto Contador  | Tinkoff-Saxo     | +0"      |
| 3   | {Richie Porte     | BMC Racing Team  | +0"      |
| 4   | Tony Gallopin     | Lotto Soudal     | +5"      |
| 5   | Simon Yates       | Orica-GreenEDGE  | +5"      |
| 6   | Arnold Jeannesson | Cofidis          | +5"      |
| 7   | Rui Costa         | Lampre-Merida    | +5"      |
| 8   | Jesus Herrada     | Movistar Team    | +5"      |
| 9   | Romain Bardet     | Ag2r-La Mondiale | +5"      |
| 10  | Jon Izaguirre     | Movistar Team    | +5"      |

| Loc | Concurent         | Echipă           | Timp      |
| --- | ----------------- | ---------------- | --------- |
| 1   | Geraint Thomas    | Team Sky         | 27h26'40" |
| 2   | Alberto Contador  | Tinkoff-Saxo     | +4"       |
| 3   | Richie Porte      | BMC Racing Team  | +12"      |
| 4   | Ilnur Zakarin     | Team Katusha     | +20"      |
| 5   | Jon Izagirre      | Movistar Team    | +37"      |
| 6   | Sergio Luis Henao | Team Sky         | +44"      |
| 7   | Simon Yates       | Orica-GreenEDGE  | +39"      |
| 8   | Tony Gallopin     | Lotto Soudal     | +51"      |
| 9   | Romain Bardet     | Ag2r-La Mondiale | +1'00"    |
| 10  | Rui Costa         | Lampre-Merida    | +1'09"    |

## Legături externe
- en Site web oficial
- Paris-Nisa 2016 – ProCyclingStats